# 浙江麻纺织厂
浙江麻纺织厂，简称浙麻，是位于浙江省杭州市拱宸桥地区的一座麻纺织工厂，是浙江省在中华人民共和国成立之后建立的第一个国有企业。

## 历史沿革
1949年5月，中共占领杭州，成立中国人民解放军华东军区杭州市军事管制委员会，接管中国纺织建设公司杭州办事处。因为浙江盛产黄麻，军队急需麻袋，杭州市军管会工业部企业处处长翟翕武提议兴建黄麻纺织厂。该提议由杭州市军管会主任谭震林、上海市军管会主任陈毅商议后上报中央后，毛泽东批示同意自力更生办厂。1949年9月，设立杭州麻纺织厂筹备委员会。1950年5月，工厂正式成立，并更名为浙江麻纺织厂。1950年8月，建立第一条生产线。1951年起，开始二期、三期扩建，到1953年3月建成800亩土地10多万平方米的厂房，成为亚洲最大的黄麻纺织厂。厂区还设有幼儿园、职工子弟学校、医院、消防队等社会设施。
1980年代起，因中国经济转型和杭州产业转型，浙麻生产效益下降，至1998年停产。2000年改制引发工人下岗潮。杭州市政府成立拱宸桥旧城改造指挥部，开始改造拱宸桥地区工厂。